# Коняево (Головинское сельское поселение)
Коняево — деревня в Судогодском районе Владимирской области, входит в состав Головинского сельского поселения.

## География
Деревня расположена в 9 км на юго-восток от центра поселения посёлка Головино и в 27 км на запад от райцентра города Судогда. Близ деревни расположены экопоселения «Заветное» и «Родное».

## История
Деревня впервые упоминается в писцовых книгах монастырских и церковных земель Владимирского уезда 1637-1647 годов в составе прихода Димитриевского погоста, в ней числилось 2 двора крестьянских и 4 бобыльских. 
В конце XIX — начале XX века деревня входила в состав Авдотьинской волости Судогодского уезда, с 1926 года — в составе Александровской волости Владимирского уезда. В 1859 году в деревне числилось 29 дворов, в 1905 году — 39 дворов, в 1926 году — 64 хозяйств.
С 1929 года деревня входила с состав Сойменского сельсовета Судогодского района, с 1965 года — в составе Ильинского сельсовета,  с 2005 года — в составе Головинского сельского поселения.

## Население
| 1859 | 1905 | 1926 |
| ---- | ---- | ---- |
| 150  | 228  | 316  |

| 1859 | 1905 | 1926 | 2002 | 2010 | 2021 |
| ---- | ---- | ---- | ---- | ---- | ---- |
| 150  | ↗228 | ↗316 | ↘23  | ↗94  | ↘15  |